# 괴산 채운암 목조여래좌상
괴산 채운암 목조여래좌상(槐山 彩雲庵 木造如來坐像)은 충청북도 괴산군 청천면 화양리, 채운암에 있는 조선시대의 불상이다. 1998년 1월 9일 충청북도의 유형문화재 제191호로 지정되었다.

## 개요
충청북도 괴산군 청천면의 채운사는 고려 충렬왕 3년(1277) 도일 스님이 창건하여 수도암이라 하던 것을 혜식 스님이 이름을 고쳐 부른 것이라고 한다.
불상이 모셔져 있는 대웅전은 한국전쟁 때 인민군이 3번이나 불태우려 했지만 타지 않자 겁을 먹고 물러갔다는 일화가 전해진다. 불상은 오른손을 들어 손바닥을 밖으로 하고, 왼손은 무릎 위에 올려 설법하는 모양을 하고 있다. 전체적으로 정제된 조각기법을 보여주고 있으며, 만들어진 연대를 밝혀주는 유물이 불상 속에서 나왔다는 점에서 중요하다.
조선 경종 3년(1723)에 만들었다는 기록을 통해 조선 후기 불상 연구의 기준이 될 수 있는 불상이다.

## 같이 보기
- 괴산 채운암 대웅전 - 충청북도 문화재자료 제30호

## 참고 자료
- 괴산 채운암 목조여래좌상 - 국가유산청 국가유산포털